# Seznam předsedů Poslanecké sněmovny (Maďarsko)

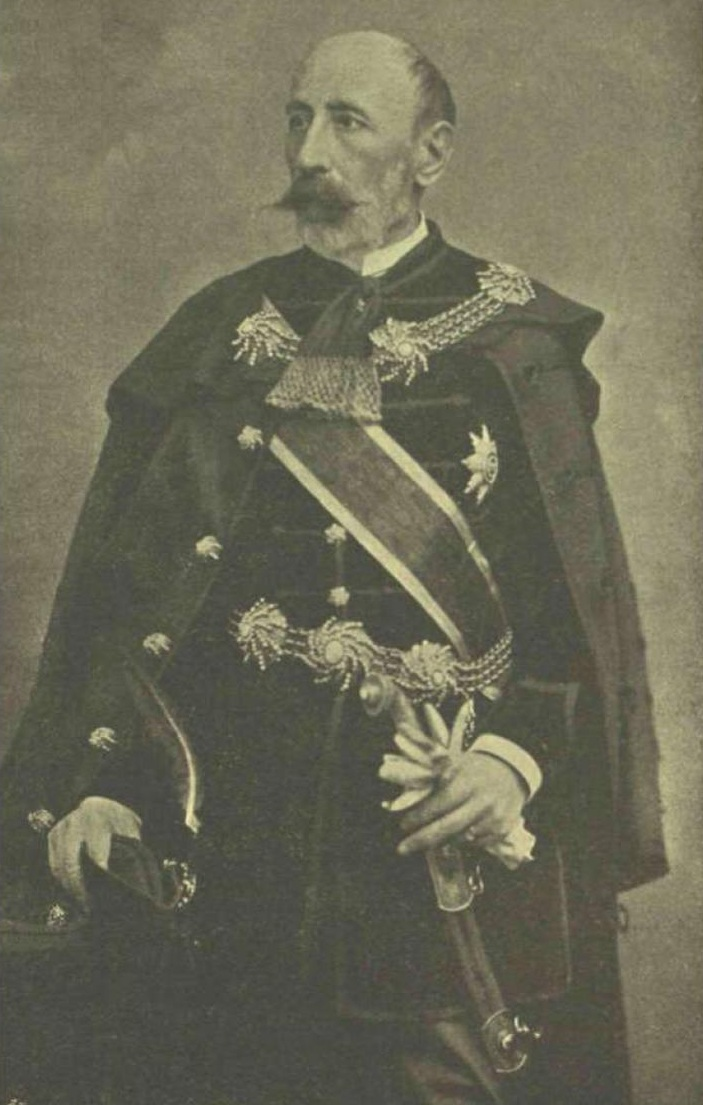
Tamás Péchy, nejdéle sloužící předseda

Seznam předsedů Poslanecké sněmovny představuje úplný chronologický přehled osob, které předsedaly Poslanecké sněmovně (képviselőház), tedy dolní komoře Uherského zemského sněmu, respektive Maďarského parlamentu. Poslanecká sněmovna byla původně založena během maďarské revoluce v roce 1848 a s přestávkami existovala v letech 1848–1918. Za První Maďarské republiky byla Sněmovna magnátů nahrazena Národní radou. Za Maďarské republiky rad ji nahradilo Národní shromáždění rad. Za Maďarského království v letech 1920–1927 existovalo jednokomorové Národní shromáždění (nemzetgyűlés). V letech 1927–1945 byla Poslanecká sněmovna znovu obnovena.

## Seznam
| Pořadí | Obrázek                               | Jméno (rok narození a úmrtí)     | Funkční období                        | Strana                   | Volební okrsek                              |
| --- | ------------------------------------- | -------------------------------- | ------------------------------------- | ------------------------ | ------------------------------------------- |
| 1 | Dénes Pázmándy Litho.jpg              | Dénes Pázmándy (1816–1856)       | 10. července 1848 – 9. ledna 1849     | Opoziční strana          | Nagyigmánd, župa Komárno                    |
| 2 |                                       | Pál Almásy (1818–1882)           | 9. ledna – 2. července 1849           | Opoziční strana          | Gyöngyös, župa Heves                        |
| 1848–1861 žádný sněm                                                                                        |                                       |                                  |                                       |                          |                                             |
| 3 | Ghyczy Kálmán Grimm Vince.jpg         | Kálmán Ghyczy (1808–1888)        | 17. dubna – 22. srpna 1861            | Rezoluční strana         | Dvory nad Žitavou (Udvard), župa Komárno    |
| 1861–1865 žádný sněm                                                                                        |                                       |                                  |                                       |                          |                                             |
| 4 |                                       | Károly Szentiványi (1802–1877)   | 20. prosince 1865 – 22. dubna 1869    | Deákova strana           | Jelšava (Jolsva), Gemersko-malohontská župa |
| 5 |                                       | Pál Somssich (1811–1888)         | 1. května 1869 – 3. září 1872         | Deákova strana           | Rigyica, župa Bács-Bodrog                   |
| 6 |                                       | István Bittó (1822–1903)         | 10. září 1872 – 21. března 1874       | Deákova strana           | Dunajská Streda, Prešpurská župa            |
| 7 |                                       | Béla Perczel (1819–1888)         | 24. března 1874 – 3. března 1875      | Deákova strana           | Bonyhád, župa Tolna                         |
| (3) | Ghyczy Kálmán Grimm Vince.jpg         | Kálmán Ghyczy (1808–1888)        | 5. března – 24. května 1875           | Liberální strana         | Komárom, župa Komárno                       |
| (3) | Ghyczy Kálmán Grimm Vince.jpg         | Kálmán Ghyczy (1808–1888)        | 4. září 1875 – 28. června 1878        | Liberální strana         | Komárom, župa Komárno                       |
| (3) | Ghyczy Kálmán Grimm Vince.jpg         | Kálmán Ghyczy (1808–1888)        | 24. října 1878 – 2. dubna 1879        | Liberální strana         | Komárom, župa Komárno                       |
| 8 | Szlávy József.jpg                     | József Szlávy (1818–1900)        | 2. dubna 1879 – 12. dubna 1880        | Liberální strana         | Prešpurk I, Prešpurská župa                 |
| 9 |                                       | Tamás Péchy (1828–1897)          | 17. dubna 1880 – 1. června 1881       | Liberální strana         | Szikszó, Abovská župa                       |
| 9 | 3. října 1881 – 19. května 1884       | Tamás Péchy (1828–1897)          | Szikszó, Abovsko-turnianská župa      | Liberální strana         |                                             |
| 9 | 4. října 1884 – 25. května 1887       | Tamás Péchy (1828–1897)          | Szikszó, Abovsko-turnianská župa      | Liberální strana         |                                             |
| 9 | 4. října 1887 – 4. ledna 1892         | Tamás Péchy (1828–1897)          | Szikszó, Abovsko-turnianská župa      | Liberální strana         |                                             |
| 10 |                                       | Baron Dezső Bánffy (1843–1911)   | 25. února 1892 – 14. ledna 1895       | Liberální strana         | Szilágysomlyó, župa Szilágy                 |
| 11 |                                       | Dezső Szilágyi (1840–1901)       | 21. ledna 1895 – 3. října 1896        | Liberální strana         | Prešpurk I, Prešpurská župa                 |
| 11 | 30. listopadu 1896 – 9. prosince 1898 | Dezső Szilágyi (1840–1901)       |                                       | Liberální strana         | Prešpurk I, Prešpurská župa                 |
| 12 |                                       | Dezső Perczel (1848–1913)        | 2. března 1899 – 5. září 1901         | Liberální strana         | Bonyhád, župa Tolna                         |
| 13 |                                       | Hrabě Albert Apponyi (1846–1933) | 31. října 1901 – 4. listopadu 1903    | Liberální strana         | Jászberény, župa Jász-Nagykun-Szolnok       |
| (12) |                                       | Dezső Perczel (1848–1913)        | 7. listopadu 1903 – 3. ledna 1905     | Liberální strana         | Bonyhád, župa Tolna                         |
| 14 |                                       | Gyula Justh (1850–1917)          | 11. února 1905 – 19. února 1906       | Strana nezávislosti      | Makó, Čanádská župa                         |
| 14 | 26. května 1906 – 12. listopadu 1909  | Gyula Justh (1850–1917)          |                                       | Strana nezávislosti      | Makó, Čanádská župa                         |
| 15 |                                       | Sándor Gál (1855–1937)           | 13. listopadu 1909 – 21. března 1910  | Strana nezávislosti      | Nyárádszereda, župa Maros-Torda             |
| 16 |                                       | Albert Berzeviczy (1853–1936)    | 30. června 1910 – 7. listopadu 1911   | Národní strana práce     | Budapešť II, župa Pest-Pilis-Solt-Kiskun    |
| 17 |                                       | Lajos Návay (1870–1919)          | 9. listopadu 1911 – 21. května 1912   | Národní strana práce     | Temešvár, župa Temes                        |
| 18 |                                       | Hrabě István Tisza (1861–1918)   | 22. května 1912 – 12. června 1913     | Národní strana práce     | Arad, Aradská župa                          |
| 19 |                                       | Pál Beöthy (1866–1921)           | 13. června 1913 – 28. června 1917     | Národní strana práce     | Törökszentmiklós, župa Jász-Nagykun-Szolnok |
| 20 |                                       | Károly Szász (1865–1950)         | 3. července 1917 – 16. listopadu 1918 | Národní strana práce     | Enying, župa Veszprém                       |
| 1918–1927 žádná poslanecká sněmovna, nýbrž jednokomorový systém, viz Seznam předsedů Maďarského parlamentu. |                                       |                                  |                                       |                          |                                             |
| 21 |                                       | Tibor Zsitvay (1884–1969)        | 31. ledna 1927 – 5. února 1929        | Strana národní jednoty   | Kecskemét, župa Pest-Pilis-Solt-Kiskun      |
| 22 |                                       | László Almásy (1869–1936)        | 7. února 1929 – 20. července 1931     | Strana národní jednoty   | Pomáz, župa Pest-Pilis-Solt-Kiskun          |
| 22 | 22. července 1931 – 1. května 1935    | László Almásy (1869–1936)        | Strana jednoty                        |                          | Pomáz, župa Pest-Pilis-Solt-Kiskun          |
| 23 |                                       | Sándor Sztranyavszky (1882–1942) | 1. května 1935 – 17. května 1938      | Strana jednoty           | Szirák, Župa Novohrad (Nógrád)              |
| 24 |                                       | Gyula Kornis (1885–1958)         | 20. května 1938 – 1. prosince 1938    | Strana jednoty           | Vác, župa Pest-Pilis-Solt-Kiskun            |
| 25 |                                       | Kálmán Darányi (1886–1939)       | 5. prosince 1938 – 2. února 1939      | Strana jednoty           | Balatonfüred, župa Zala                     |
| 25 | 2. února 1939 – 1. listopadu 1939 (†) | Kálmán Darányi (1886–1939)       | Strana maďarského života              |                          | Balatonfüred, župa Zala                     |
| 26 |                                       | András Nagy (1882–1956)          | 9. listopadu 1939 – 29. března 1945   | Strana maďarského života | Hajdúszoboszló, župa Hajdú                  |